# Aechmea nidularioides
Aechmea nidularioides är en gräsväxtart som beskrevs av Lyman Bradford Smith. Aechmea nidularioides ingår i släktet Aechmea och familjen Bromeliaceae. Inga underarter finns listade i Catalogue of Life.